# Piskupovo
Piskupovo (cyr. Пискупово) – wieś w Serbii, w okręgu jablanickim, w mieście Leskovac. W 2011 roku liczyła 161 mieszkańców.